# Будинок Головного штабу

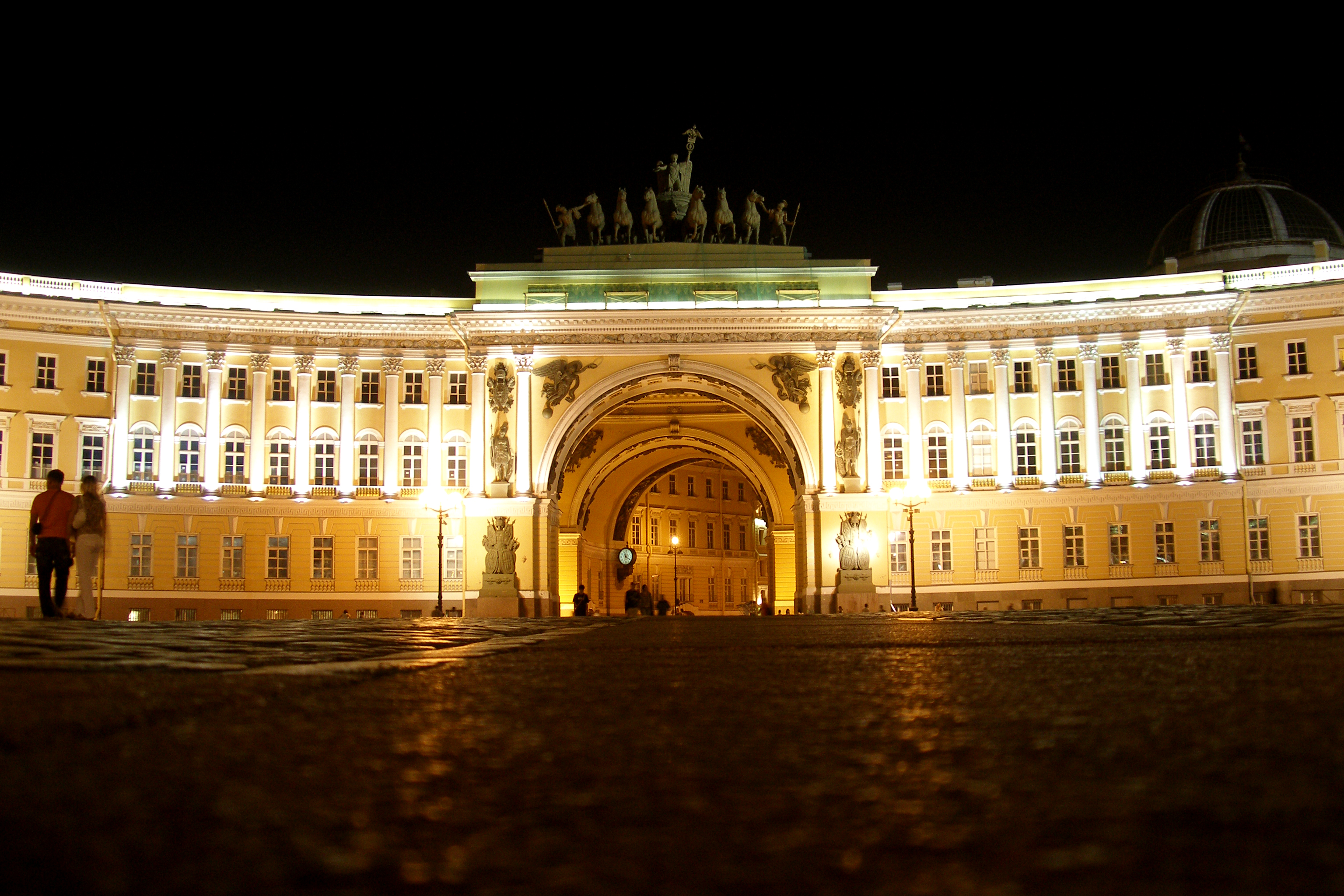
Арка Головного штабу

Будинок Головного штабу — історична будівля на Двірцевій площі Санкт-Петербурга, що парадно завершила довге історичне формування найкращої серед імперських площ столиці в 1-й половині XIX століття.

## Історія

### За часів Растреллі
Над парадним оформленням площі перед царським палацом замислювався ще архітектор Бартоломео Растреллі. Зберігся проєкт архітектора від 1749 року, де той замислив створити на припалацовій площі заокруглені циркумференції з допоміжними приміщеннями для палацу. Центр площі мав прикрасити кінний монумент Петру І, створений скульптором Карло Растреллі, батьком архітектора.
Але на шляху ідеї стали надзвичайні перешкоди. Архітектору не дали не тільки добудувати Зимовий палац і реалізувати проєкт, а й самого звільнили зі служби. Через деякий час він помер.

### За часів Карла Россі

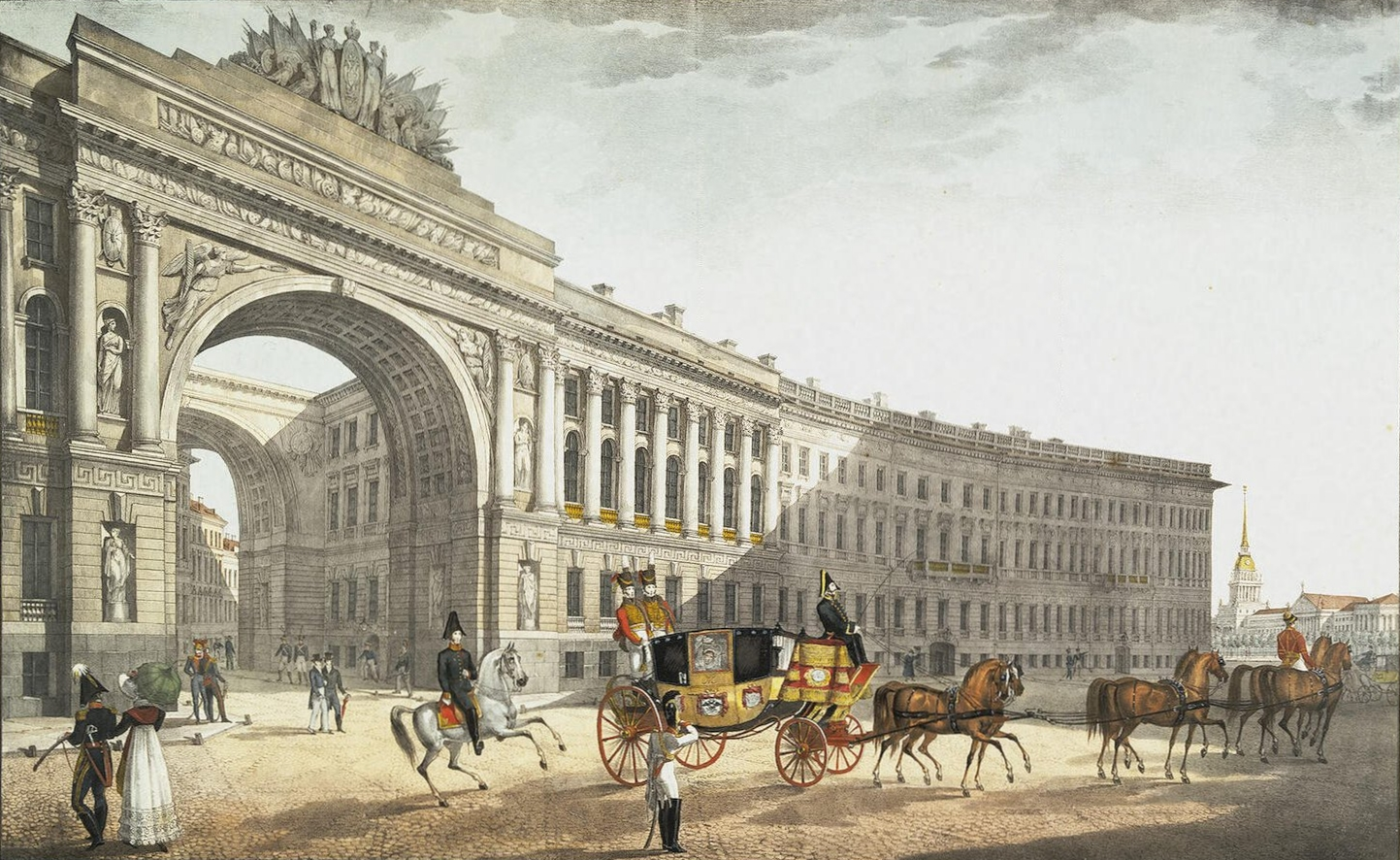
Головний штаб в часи будівництва 1822 р.

У часи Катерини II до проєктів оформлення площі не повертались, бо імператриця будувала багато і далеко за межами площі. На межі припалацової площі було дозволено лише будівництво палаців вельмож, наближених до царського двору. В такому стані площа і дійшла до початку XIX століття.
До проєктів ансамблевого завершення площі звернулися лише по закінченню війни над Наполеоном у 1814 р. Проєкт створив архітектор Карл Россі. Майстер ансамблів, він і тут запроєктував розкішну будівлю-декорацію, що займала не один квартал. Але на палац виходив парадний корпус, розтягнутий дугою на 580 метрів. Будівництво тривало у 1819—1829 рр. 
Корпус розпланували на давній осі Зимового палацу Растреллі, але на значній відстані від нього і зовсім в іншій стилістиці. На осі палацу вибудували і Тріумфальну арку на честь перемоги у війні 1812—1814 рр. Арка логічно сполучала два корпуси Головного штабу. Архітектор не зупинився і створив три арки під кутом і розпланував вихід на уславлений Невський проспект з Палацової площі. Дотепний проєкт став ще однією архітектурною вдачею Карла Россі.

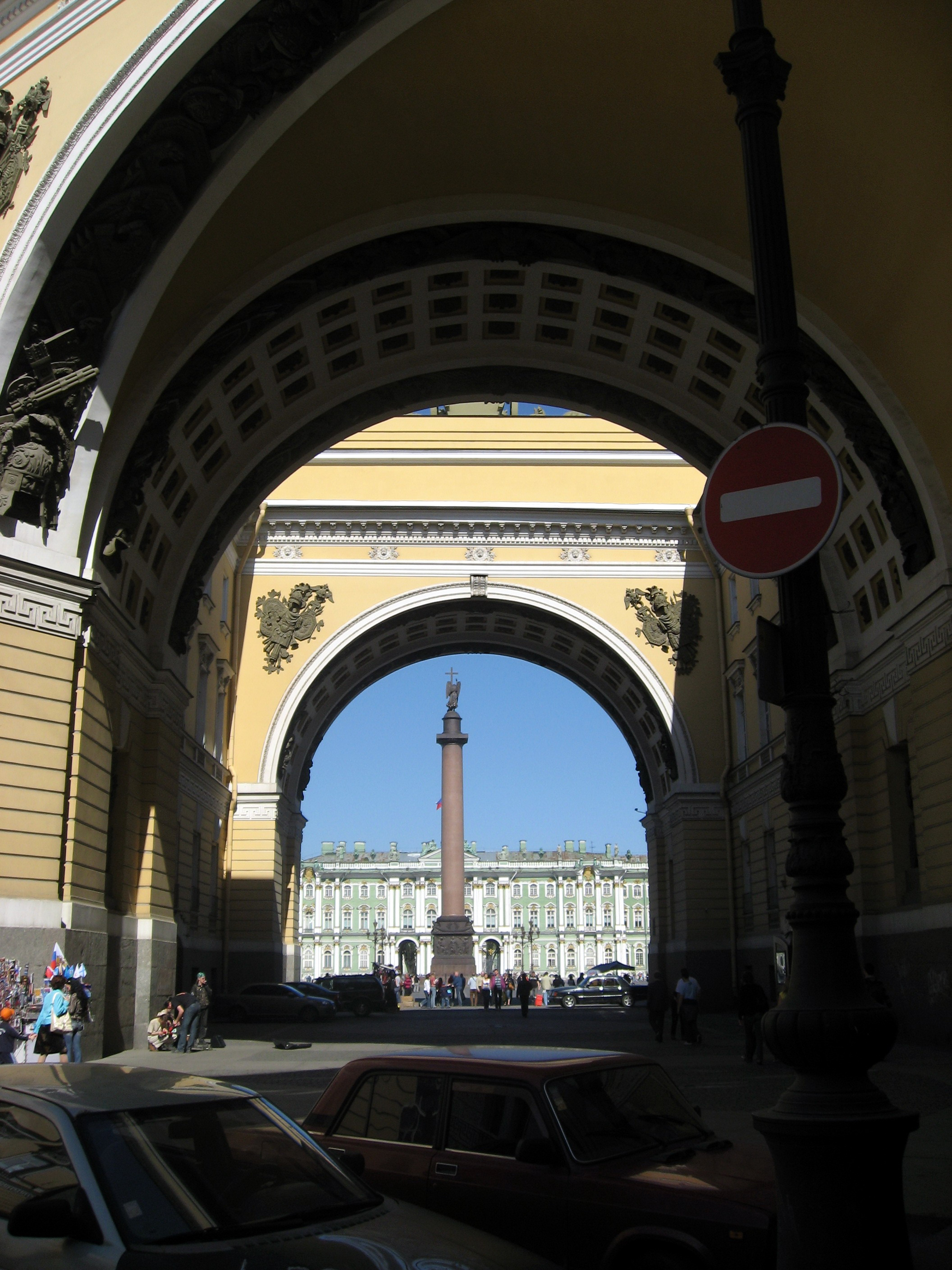
Три арки архітектора Россі.

Окрім Головного штабу, у великих приміщеннях також розмістили —
- Військове міністерство імперії
- Міністерство закордонних справ
- Міністерство фінансів Російської імперії
- Вільне Економічне товариство.

Після більшовицького перевороту 1917 р. тут був Наркомат закордонних справ (нова назва міністерства більшовиків).

## Чергове приміщення музеюЕрмітаж
Східне крило будівлі Головного штабу було віддано музею Державний Ермітаж. Тендер на реконструкцію та пристосування нових приміщень до музейних вимог виграв консорціум компаній «Інтарсія» та «Відродження».
Реконструкцію планували завершити 2014 року. Внутрішні дворики будівлі мали накрити скляними дахами і перетворити на атріуми. Зовнішні фасади мали зберегти історичний вигляд. Перший поверх мали віддати під музейні каси, ресторан, музейні крамнички, інформаційні служби. В музейних залах планувало розмістити картини доби європейського романтизму, пізнього класицизму, французьких імпресіоністів, постімпресіоністів, декоративно-ужиткове мистецтво зі збірок Ермітажу. Решту залів відведена під твори сучасного мистецтва.